# انریکو کولانتونی
انریکو کولانتونی (به انگلیسی: Enrico Colantoni) (زاده ۱۴ فوریه ۱۹۶۳) بازیگر کانادایی است.
از فیلم‌های معروف او می‌توان به بازی در فیلم ورونیکا مارس اشاره کرد.